# Sklíčidlo

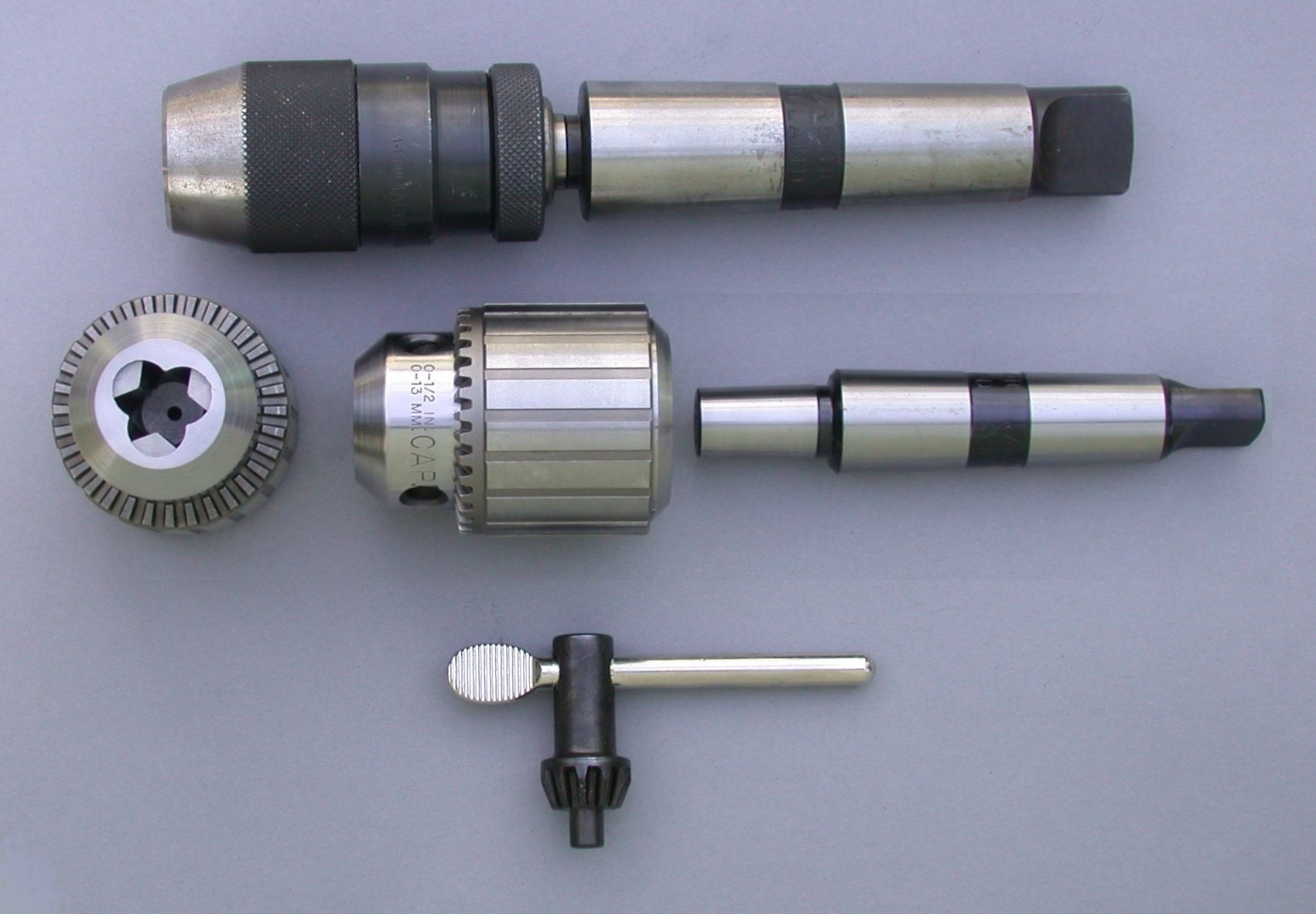
Různá sklíčidla

Sklíčidlo je upínací součást soustruhů či vrtaček.
Slouží k upnutí pracovního nástroje (stejně jako třeba Morseho kužel, ISO kužel, SDS), či v případě soustruhu i obrobku.
Sklíčidla bývají tříčelisťová, ale u soustruhů bývají dvou či vícečelisťová. K rozvírání a svírání čelistí slouží obvykle klička (klíč). U novějších vrtaček a akumulátorových šroubováků bývají použita sklíčidla bezklíčová (bezkličková), některá z nich jsou vybavena aretací (zámkem) proti povolení.